# Aydınlar, Adilcevaz
Aydınlar là một thị trấn thuộc huyện Adilcevaz, tỉnh Bitlis, Thổ Nhĩ Kỳ. Dân số thời điểm năm 2011 là 2.989 người.